# شتاینفلد (راینلاند-فالتس)
شتاینفلد (به آلمانی: Steinfeld) یک شهر در آلمان است که در زودلیشه واینشتراسه واقع شده‌است. شتاینفلد ۱٬۹۳۲ نفر جمعیت دارد.